# 尼古拉·叶菲莫维奇·莫罗佐夫
尼古拉·叶菲莫维奇·莫罗佐夫（羅馬化：Nikolay Yefimovich Morozov；1929年12月3日—2012年3月5日）是苏联政治人物，哈共切利诺格勒区委员会第一书记（1978年—1986年）。
莫罗佐夫曾出席了苏联共产党第二十四至二十七次代表大会。